# Генри (округ, Кентукки)
Ге́нри (англ. Henry County) — округ в США, штате Кентукки. По состоянию на 2010 год, численность населения составляла 15 416 человек. Официально образован в 1798 году. Получил своё название по имени американского политического деятеля Патрика Генри.

## География
По данным Бюро переписи США, общая площадь округа равняется 754 км², из которых 749 км² суша и 5 км² или 0,61% это водоёмы.

## Население
По данным переписи населения 2000 года в округе проживает 15 060 жителей в составе 5 844 домашних хозяйств и 4 330 семей. Плотность населения составляет 20,00 человек на км2. На территории округа насчитывается 6 381 жилых строений, при плотности застройки около 8,5-х строений на км2. Расовый состав населения: белые — 93,97 %, афроамериканцы — 3,30 %, коренные американцы (индейцы) — 0,24 %, азиаты — 0,35 %, гавайцы — 0,02 %, представители других рас — 1,26 %, представители двух или более рас — 0,86 %. Испаноязычные составляли 2,25 % населения независимо от расы.
В составе 33,80 % из общего числа домашних хозяйств проживают дети в возрасте до 18 лет, 58,70 % домашних хозяйств представляют собой супружеские пары проживающие вместе, 10,40 % домашних хозяйств представляют собой одиноких женщин без супруга, 25,90 % домашних хозяйств не имеют отношения к семьям, 22,00 % домашних хозяйств состоят из одного человека, 9,90 % домашних хозяйств состоят из престарелых (65 лет и старше), проживающих в одиночестве. Средний размер домашнего хозяйства составляет 2,57 человека, и средний размер семьи 2,97 человека.
Возрастной состав округа: 25,40 % моложе 18 лет, 7,90 % от 18 до 24, 29,70 % от 25 до 44, 24,70 % от 45 до 64 и 24,70 % от 65 и старше. Средний возраст жителя округа 37 лет. На каждые 100 женщин приходится 99,30 мужчин. На каждые 100 женщин старше 18 лет приходится 95,90 мужчин.
Средний доход на домохозяйство в округе составлял 37 263 USD, на семью — 45 009 USD. Среднестатистический заработок мужчины был 31 478 USD против 21 982 USD для женщины. Доход на душу населения составлял 17 846 USD. Около 10,40 % семей и 13,70 % общего населения находились ниже черты бедности, в том числе — 15,50 % молодёжи (тех, кому ещё не исполнилось 18 лет) и 19,90 % тех, кому было уже больше 65 лет.